# Creeque Alley
Creeque Alley is een liedje dat in 1966 is geschreven door John Phillips en Michelle Phillips van de Amerikaanse zanggroep The Mamas and the Papas. Het is in het najaar van 1966 opgenomen voor Deliver, de derde langspeelplaat van de groep. In april 1967 kwam het nummer als single uit. Het haalde de vijfde plaats in de Billboard Hot 100, de negende plaats in de Britse UK Singles Chart en de 34e plaats in de Nederlandse Top 40.

## De tekst
De tekst vertelt hoe The Mamas and the Papas ontstaan zijn. John Phillips maakte deel uit van een folkgroep (The Journeymen) en Michelle en hij ontwikkelden plannen om over te schakelen op een ander repertoire. Denny Doherty zat in verschillende bandjes, een tijdlang samen met de gitarist Zal Yanovsky. Met onder andere Cass Elliot vormden ze The Mugwumps. Die groep viel uit elkaar. Yanovsky zette samen met  John Sebastian The Lovin' Spoonful op en Doherty stichtte met John en Michelle Phillips eerst The New Journeymen en later met Cass Elliot erbij The Mamas and the Papas. Die groep begon zijn carrière met een verblijf op de Amerikaanse Maagdeneilanden. In de hoofdstad Charlotte Amalie verbleven ze in een pension aan Creque’s Alley. Daaraan ontleent het liedje zijn naam, die overigens nergens in het liedje genoemd wordt. Ze moesten terug naar de VS toen ze een forse schuld hadden opgebouwd bij American Express, hun creditcardmaatschappij. Maar eenmaal terug kregen ze succes ‘and California dreamin' is becomin' a reality’ (waarmee het liedje terugblikt op California Dreamin', het eerste succes van de groep). De fluitsolo in Creeque Alley doet denken aan de altfluitsolo in California Dreamin'.
De tekst noemt een aantal vrienden en kennissen van de groep: behalve Zal Yanovsky en John Sebastian ook Roger McGuinn, Barry McGuire (allebei in het refrein: ‘McGuinn and McGuire still a-gettin higher in L.A.’) en Hugh Duffy, de eigenaar van het pension waar de groep op de Maagdeneilanden verbleef.
De laatste regel van het refrein luidt: ‘And no one's gettin' fat ’cept Mama Cass’. Cass Elliot was het lid van de groep met overgewicht. Alleen de laatste keer dat het refrein wordt gezongen luidt het: ‘Everyone's getting fat, 'cept Mama Cass’.
Er bestaan drie verschillende montages van het nummer, die zijn gebruikt voor achtereenvolgens de monoversie van de lp, de stereoversie van de lp en de single. Op de singleversie zijn, in tegenstelling tot de andere versies, koperblazers te horen.
Anders dan bijvoorbeeld bij California Dreamin' of Monday, Monday, zijn er maar heel weinig artiesten, en al helemaal geen bekende artiesten, die Creeque Alley hebben gecoverd.